# タイガーテール -ある家族の記憶-
『タイガーテール -ある家族の記憶-』(原題:Tigertail)は2020年に配信されたアメリカ合衆国・台湾合作のドラマ映画である。監督はアラン・ヤン、主演はツィ・マーが務めた。本作はヤンの映画監督デビュー作となった。

## ストーリー
ピンジュイは虎尾鎮の貧困家庭で育った。一時的に祖父母に預けられた際、ピンジュイは裕福な家の娘、ユアンと親しくなった。2人は楽しい時間を過ごしたが、虎尾鎮に戻った後、ピンジュイはユアンと連絡を取れなくなってしまった。
それから十数年の時が経過し、青年期に入ったピンジュイとユアンは虎尾鎮で偶然にも再会し、あっという間に濃密な関係になった。ピンジュイはユアンを心から愛していたが、「一介の作業工でしかない自分がお嬢様と結婚できるはずがない」とも考えていた。そんなある日、工場長がピンジュイに「君はアメリカに行きたがっていると聞いた。一度私の娘（ジェンジェン）と会ってみないか」と言われた。上司の頼みを断り切れなかったピンジュイだったが、彼とジェンジェンの間に共通項は一つもなく、会話の弾まない気まずい時間が続いただけだった。
夕食後、ピンジュイはユアンとの待ち合わせ場所に急行した。「何故遅れたのか」と訊かれたピンジュイは「待ち合わせの時間を忘れていた。ごめんよ」と嘘をついた。その後、ピンジュイはユアンに自宅を見せた。しばらくして、ピンジュイの母、ミンファが作業中の事故に巻き込まれ、手に後遺症が残ってしまった。母親に少しでも良い生活をさせたいという一心で、ピンジュイは愛してもいないジェンジェンとの結婚に踏み切り、義父の援助を受けて渡米することにした。
それから20年以上の時が経過した。ピンジュイはジェンジェンから離婚を切り出され、娘のアンジェラとも疎遠になっていた。娘との関係修復を試みたピンジュイだったが、共通項が見出せないという若い頃の苦い体験を繰り返しただけだった。そんなある日、ピンジュイは偶然にもFacebookでユアンのアカウントを発見した。

## キャスト
- ツィ・マー - ピンジュイ
  - リー・ホンチー - 若い頃のピンジュイ
- フィオナ・フュー - ジェンジェン
  - リ・クンジュン - 若い頃のジェンジェン
- クリスティーン・コー - アンジェラ
- ヘイデン・セットー - エリック
- ジョアン・チェン - ユアン
  - ヨー・シンファン - 若い頃のユアン
- シンデラ・シェー - ペイジン
- マーゴット・ビンガム - ララ
- ヤン・クイメイ - ミンファ
- ジェームズ・サイトウ - ハンク

## 製作・マーケティング
2018年8月、ジョン・チョー、クリスティーン・コー、ツィ・マー、リ・クンジュンの出演が決まった。同月下旬、本作の主要撮影がニューヨークと台湾で始まった。9月、ヘイデン・セットー、ジョアン・チェン、ヨー・シンファン、リー・ホンチー、マーゴット・ビンガム、フィオナ・フュー、ヤン・クイメイ、ジェームズ・サイトウがキャスト入りした。2020年3月26日、本作のオフィシャル・トレイラーが公開された。4月9日、マイケル・ブルックが本作で使用される楽曲を手掛けるとの報道があった。
なお、ポスト・プロダクションの過程でチョーの出演シーンは全てカットされた。

## 評価
本作は批評家から好意的に評価されている。映画批評集積サイトのRotten Tomatoesには69件のレビューがあり、批評家支持率は79%、平均点は10点満点で6.98点となっている。サイト側による批評家の見解の要約は「出来映えに斑があるが、ハッとさせられる作品ではある。『タイガーテール -ある家族の記憶-』はアメリカで移民が体験することに関する極めて意義深い考察を行っている。また、出演者の演技も上々のものである。」となっている。また、Metacriticには19件のレビューがあり、加重平均値は65/100となっている。